# Carlos Carvalhas
Carlos Alberto Gomes Vale do Carvalho (São Pedro do Sul, 9 novembre 1941) è un politico portoghese, segretario generale del Partito Comunista Portoghese (PCP), tra il 1992 e il 2004.
Militante della PCP dal 1969, è stato segretario del Lavoro in una serie di governi provvisori dopo la rivoluzione dei garofani e deputato al Parlamento europeo. Nel 1991 è stato il comunista candidato alla carica di presidente della Repubblica, con 635.373 voti (12,92%).
Nel XIV Congresso del PCP (1992), è stato eletto segretario generale, in sostituzione del leader storico Álvaro Cunhal. Leader del partito durante il più critico dopo la Rivoluzione, ha annunciato le sue dimissioni nel mese di ottobre 2004, è stato sostituito da Jerónimo de Sousa al XVII Congresso, svoltosi un mese dopo.